# Mina in the world
Mina in the World, pubblicato nel 2000, è una raccolta (solo CD) della cantante italiana Mina.
Questa raccolta non è inclusa nella discografia sul sito ufficiale minamazzini.com.

## Descrizione
La raccolta comprende brani del primo periodo di Mina, dagli esordi del 1958 fino al 1967, anno in cui la cantante lasciò la Ri-Fi per fondare la propria etichetta discografica: la PDU.
Mina in the World contiene, per la prima volta riunite, tutte le canzoni che Mina incise in lingua giapponese, compresa un'inedita versione di Se piangi se ridi.
Altri brani sono cantati in spagnolo, inglese, tedesco, francese, portoghese, catalano e turco.

## Tracce
1. Wakare (Un anno d'amore (C'est irreparable)) (in giapponese) - 3:13 -  (Nino Ferrer-Alberto Testa-Mogol) Testo Giapponese: Kenji Sazanami - Settebello
2. Suna ni kieta namida (Un buco nella sabbia) (in giapponese) - 2:23 -  (Alberto Testa-Piero Soffici) Testo Giapponese: Kenji Sazanami - Edizioni Supersonic
3. Kanashimiha soranokanatani (Sette mari) (in giapponese) - 2:28 -  (Tatzuo Takai-Kenji Sazanami) Edizioni Rias
4. Kimi ni namida to hohoemi wo (Se piangi se ridi) (in giapponese) - 2:30 -  (Bobby Solo-Gianni Marchetti-Mogol) Testo Giapponese: Kazumi Yasui - Edizioni Rias
5. Anata to watashi (Tu ed io) - 3:55 -  (Bruno Canfora-????) Edizioni Curci
6. Mesvim bahar (Io sono quel che sono) (in turco) - 2:16 -  (Mogol-Enrico Polito) Testo Turco: Sezen Cumhur Önal - Edizioni Successo
7. Neden (Soli) (in turco) - 3:14 -  (Bruno Canfora-Castellano & Pipolo) Testo Turco: Sezen Cumhur Önal - Edizioni Curci
8. Dön bana (Un anno d'amore (C'est irreparable)) (in turco) - 3:15 -  (Nino Ferrer-Alberto Testa-Mogol) Testo Turco: Sezen Cumhur Önal - Settebello
9. The world we love in (Il cielo in una stanza) - 2:52 -  (Gino Paoli-Mogol) Testo Inglese: Don Raye - Edizioni BMG Ricordi
10. Makin' love - 1:56 -  (Floyd Robinson) Edizioni Francis Day
11. Me abandonas (Mi vuoi lasciar) - 2:56 -  (Mansueto De Ponti/Nicola Salerno"Nisa") Testo Spagnolo: ???? - Edizioni S.Cecilia
12. Chou chou - 1:40 -  (Loti-Medinez-Mario Pagano) Edizioni BMG Ricordi
13. Qué no, qué no! - 2:35 -   (Romano Tullio-Pierino Codevilla) Edizioni Orchestralmusic-Codevilla
14. Dindi (Dindi) - 2:50 -  (Antônio Carlos Jobim-Aloysio de Oliveira) Testo Spagnolo: ???? - Edizioni Orchestralmusic/Ariston
15. Un desierto (Heisser sand) - 2:56 -  (Werner Scharfenberger-Kurt Feltz) Testo Spagnolo: F. Carreras - Edizioni Orchestralmusic
16. Chihuahua (Chihuahua) - 2:18 -  (Mansueto De Ponti-Antonio Bertocchi-Giorgio Calabrese) Testo Spagnolo: ???? - Edizioni Orchestralmusic/S.Cecilia
17. You go to my head - 2:53 -  (J. Fred Coots-Haven Gillespie) Edizioni Orchestralmusic/S.Cecilia
18. I'm a Fool to Want You - 1:54 -  (Frank Sinatra-Jack Wolf-Joel Heron) Edizioni Burton